# Quentin Skinner
Quentin Robert Duthie Skinner (Oldham, Anglaterra, 26 de novembre de 1940) és un historiador i politòleg anglès, professor d'Humanitats a Queen Mary, Universitat de Londres. Ara està al Centre d'Estudis Europeus de la Universitat Harvard. Quentin Skinner fou professor del Christ College de Cambridge i el 2008 va començar a ser professor de la Universitat de Londres. També és un Fellow of Caius honorari. Skinner és un professor visitant en humanitats a Queen Mary, University of London des de 2007.

## Acadèmia
Els escrits històrics de Skinner han estat caracteritzats per un interés a descobrir les idees de la Modernitat primerenca i escriptors polítics de l'època. Sobretot s'ha interessant per autors del Renaixement republicà, els dictadors prehumanistes de la Itàlia de la baixa edat mitjana, com Maquiavel i més recentment les dels republicans anglesos de mitjan segle xvii (John Milton, James Harrington, Algernon Sidney). A les dècades del 70 i 80 va escriure sobre la història de la idea moderna d'estat. En publicacions més modernes ha preferit el terme "Neo-Roman" al de republicà.
Normalment, Skinner és vist com un dels dos principals membres de l'Escola de Cambridge dedicats a l'estudi del pensament polític, juntament amb J. G. A. Pocock. Altres importants estímuls de l'escola de Càmbridge són Peter Laslett i John Locke.
L'Escola de Cambridge és coneguda sobretot per la seva atenció als "llenguatges" del pensament polític. La particular de Skinner va ser la d'articular una teoria d'interpretació que es concentrava en descobrir les intencions de l'autor en els treballs clàssics de teoria política (Maquiavel, Thomas More, Thomas Hobbes). Aquesta teoria al principi era presentada en termes de teoria del speech act (acte de parlar). Una de les consecuènces d'aquesta interpretació és l'èmfasi en la necessitat d'estudiar escriptors polítics que han estat la font dels autros clàssics. Una altra conseqüència ha estat un atac a l'assumpció no crítica que aquests polítics clàssics són monolítics. En aquestes versions primerenques això va provocar un atac de la generació més antiga, sobretot de Leo Strauss
Això explica que vers els 90, Skinner es va orientar vers el rol de retòrica neoclàssica en la teoria política moderna, que es pot veure en el seu estudi de Reason and Rhetoric in the Philosophy of Hobbes (1996). La retòrica neoclàssica pot ser vista com una forma de teoria de l'speech (discurs polític) de la primera modernitat.
Més recentment, Skinner s'ha tornat a preocupar sobre la història de la llibertat. La història de les teories en la representació política ha estat un punt central d'aquest interès.
En un desenvolupament significant de les seves primeres crítiques de l'anacronisme a la història de les idees, ara ens avança el punt de vista que proposa estudiar la història del pensament polític tenint en compte les seves fonts històriques, encara avui en el debat polític modern.

## Principals publicacions
Llibres
- The Foundations of Modern Political Thought: Volume I: The Renaissance (Cambridge University Press, 1978)
- The Foundations of Modern Political Thought: Volume II: The Age of Reformation (Cambridge University Press, 1978)
- Machiavelli (Oxford University Press, 1981)
- Reason and Rhetoric in the Philosophy of Hobbes (Cambridge University Press, 1996)
- Liberty before Liberalism (Cambridge University Press, 1998)
- Visions of Politics: Volume I: Regarding Method (Cambridge University Press, 2002)
- Visions of Politics: Volume II: Renaissance Virtues (Cambridge University Press, 2002)
- Visions of Politics: Volume III: Hobbes and Civil Science (Cambridge University Press, 2002).
- L'artiste en philosophie politique (Editions de Seuil, Paris, 2003)
- Hobbes and Republican Liberty (Cambridge University Press, 2008)

Llibres que ha editat:
- (Coeditor i contribuïdor), Philosophy, Politics and Society: Fourth Series (Basil Blackwell, Oxford, 1972)
- (Coeditor i contribuïdor), Philosophy in History (Cambridge University Press, 1984)
- (Editor i contributor), The Return of Grand Theory in the Human Sciences (Cambridge University Press, 1985)
- (Coeditor i contribuïdor), The Cambridge History of Renaissance Philosophy (Cambridge University Press, 1988)
- (Coeditor), Machiavelli, The Prince (trans. Russell Price) (Cambridge University Press, 1988)
- (Coeditor i contribuïdor), Machiavelli and Republicanism (Cambridge University Press, 1990)
- (Coeditor i contribuïdor), Political Discourse in Early-modern Britain (Cambridge University Press, 1993)
- (Coeditor) Milton and Republicanism (Cambridge University Press, 1995)
- (Coeditor i contribuïdor), Republicanism: A Shared European Heritage, Volume I: Republicanism and Constitutionalism in Early Modern Europe (Cambridge University Press, 2002)
- (Coeditor i contribuïdor), Republicanism: A Shared European Heritage, Volume II: The Values of Republicanism in Early Modern Europe (Cambridge University Press, 2002)
- (Coeditor i contribuïdor), States and Citizens: History, Theory, Prospects (Cambridge University Press, 2003)
- (Coeditor), Thomas Hobbes: Writings on Common Law and Hereditary Right (The Clarendon Edition of the Works of Thomas Hobbes, Volume XI) (The Clarendon Press, Oxford, 2005)